# Bitė Lietuva
Bitė Lietuva  ist eine der größten Telekommunikationsfirmen in Litauen. Sie gehört seit Februar 2016 zusammen mit ihrem Schwesterunternehmen SIA Bitė Latvija in Lettland der US-Investmentgesellschaft Providence Equity Partners. BITĖ Lietuva hat seinen Sitz in Vilnius, im Stadtteil Naujamiestis.

## Geschichte
1995 wurde BITĖ GSM gegründet und war der zweite Mobilfunkanbieter nach Omnitel. 1997 hat BITĖ GSM als erste Telekommunikationsfirma in Osteuropa ein Prepaid-Angebot angeboten, das Labas hieß. Am 9. Oktober 2003 war BITĖ GSM eine der wenigen Telekommunikationsfirmen in Europa, die EDGE anboten. 2004 hatte BITĖ Lietuva 500.000 Kunden. Seit 2005 heißt die Firma BITĖ Lietuva, nachdem auch das Schwesterunternehmen gegründet wurde. Am 11. Februar 2008 wurde das Firmenlogo geändert. 2011 erzielte das Unternehmen den Umsatz von 450 Mio. Litas (140 Mio. Euro). Im Mai 2014 beschäftigte es 570 Mitarbeiter und am Jahresende hatte 1,025 Mio. Kunden.